# Рајско језеро
Рајско језеро (корејски: 천지, Хања: 天地, кинески: 天池 Тианчи) је кратерско језеро на граници између Кине и Северне Кореје. Налази се на планини Баекду на надморској висини од 2.189 m.
Рајско језеро је највише кратерско језеро на свету према Гинисовој књизи рекорда. Површина језера је 9, 82 км, дужина 4, 85 km и ширина 3, 35 km. Просечна дубина језера је 213 m, а највећа дубина је 384 m. Преко зиме језеро је прекривено ледом. 
Језеро је настало након ерупције 969. године.

## Историја
У древноj кинеској литератури, Тианчи се односи на Нанминг који се понекад преводи као " јужно море". 